# كنيسة القديس نيقولاوس
كنيسة القديس نيقولاوس في صافيتا بُنيت عام 1925 على أرض ملك لآل الخوري على الطراز البيزنطي. يومها كانت المنطقة تابعة لأبرشية طرابلس للروم الملكيين الكاثوليك قبل أن تفصل عنها وتستقل لتصبح أبرشية اللاذقية. يخدمها حاليًّا الأب غسان الخوري البولسي